# NGC 6457
NGC 6457 est une vaste galaxie lenticulaire située dans la constellation du Dragon. Sa vitesse par rapport au fond diffus cosmologique est de 8 076 ± 52 km/s, ce qui correspond à une distance de Hubble de 119,1 ± 8,37 Mpc (∼388 millions d'al). NGC 6457 a été découverte par l'astronome américain Edward Swift en 1885.
En raison d'une brillance de surface égale à 14,28 mag/am2, on peut qualifier NGC 6457 de galaxie à faible brillance de surface (LSB en anglais pour low surface brightness). Les galaxies LSB sont des galaxies diffuses (D) avec une brillance de surface inférieure de moins d'une magnitude à celle du ciel nocturne ambiant.